# Steinhof (Neuendettelsau)

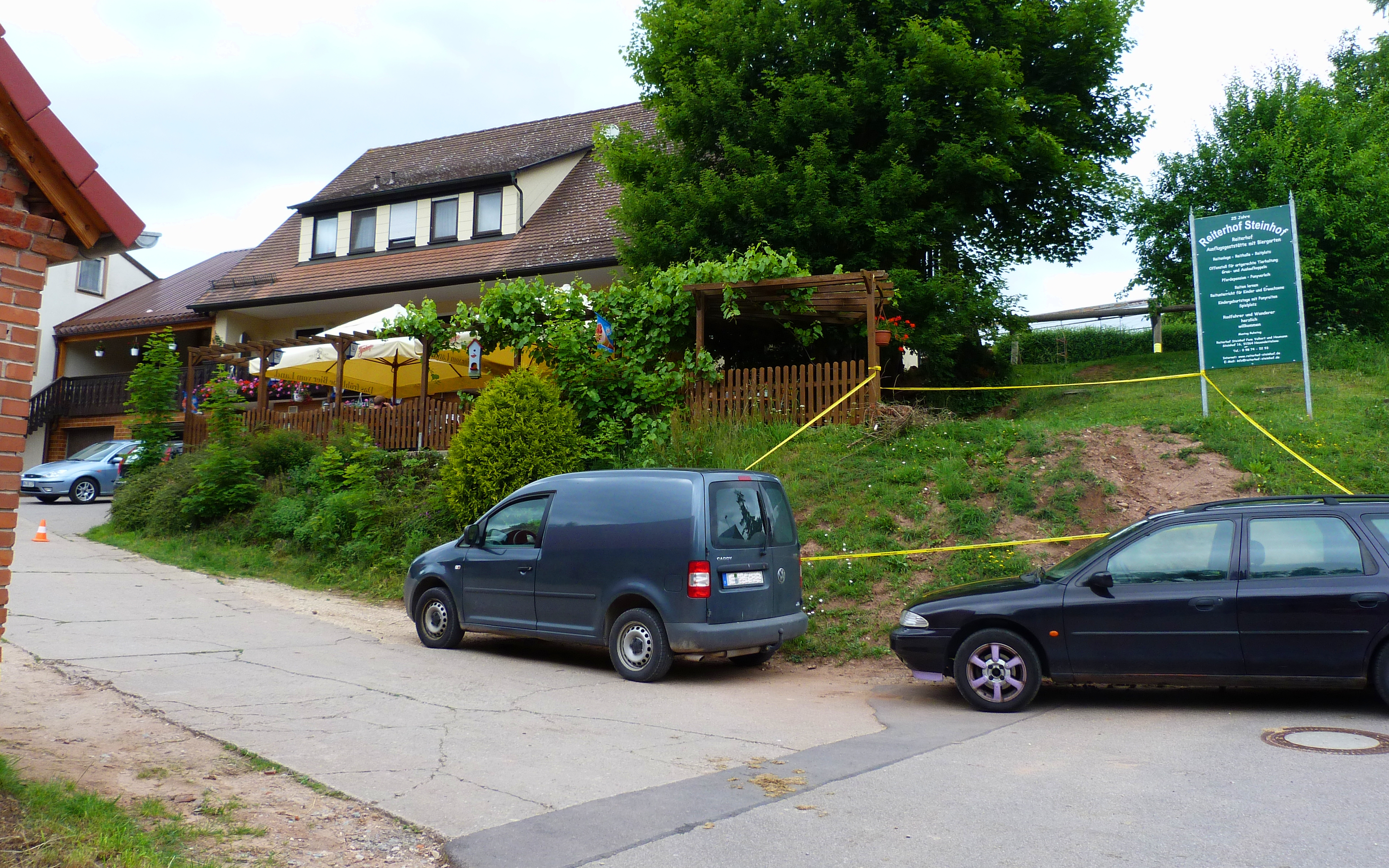
Der Reiterhof mit Biergarten

Steinhof (fränkisch: Schdah-huhf) ist ein Gemeindeteil der Gemeinde Neuendettelsau im Landkreis Ansbach (Mittelfranken, Bayern). Steinhof liegt in der Gemarkung Haag.

## Geografie
Der Einöde liegt in Fließrichtung links im Tal an der Aurach. Eine Gemeindeverbindungsstraße führt nach Haag (0,7 km südwestlich) bzw. zur Kreisstraße AN 17 bei Weißenbronn (2,2 km nördlich), ein Wirtschaftsweg führt zur Mausenmühle (0,7 km westlich) bzw. zur Steinmühle (0,5 km östlich).

## Geschichte
Steinhof wurde 1340 erstmals urkundlich erwähnt. Damit ist es die älteste Einzelhofsiedlung der Gemeinde Neuendettelsau. Der Ortsname wurde wegen der dort vorherrschenden Bodenverhältnisse gewählt: Steinhof steht auf felsigem Grund.
Laut dem Kaufbrief von 1340 überließ Götz von Vestenberg dem Kloster Heilsbronn den Hof und den jährlichen Ertrag von 6 Simra Korn für 160 Pfund guter Heller. Zum Steinhof gehörten 168 Morgen Äcker und 17 Tagewerk Wiesen.
Im 16-Punkte-Bericht des Oberamts Windsbach aus dem Jahr 1608 wurde für Steinhof eine Mannschaft verzeichnet, die dem Klosterverwalteramt Heilsbronn unterstand. Das Hochgericht übte das brandenburg-ansbachische Kasten- und Stadtvogteiamt Windsbach aus. Im Dreißigjährigen Krieg verödete der Hof. Im zweiten Jahr nach dem Krieg fand sich ein Käufer namens Craft, der das ganze zehntfreie Gut für 120 Gulden erhielt.
Im Jahr 1786 wurde vom Ursprungshof ein Viertel abgeteilt, das der 1706 errichteten Steinmühle zugewiesen wurde. Gegen Ende des 18. Jahrhunderts gehörte Steinhof zur Realgemeinde Haag. Er bestand aus zwei Dreiachtelhöfen, die beide das Klosterverwalteramt Heilsbronn als Grundherrn hatten. Unter der preußischen Verwaltung (1792–1806) des Fürstentums Ansbach erhielt Steinhof bei der Vergabe der Hausnummern die Nr. 14 und 15/16 des Ortes Haag. Von 1797 bis 1808 unterstand der Ort dem Justiz- und Kammeramt Windsbach. Zu dieser Zeit gab es eine Untertansfamilie.
Im Rahmen des Gemeindeedikts wurde Steinhof dem 1808 gebildeten Steuerdistrikt Aich und der 1810 gegründeten Ruralgemeinde Aich zugeordnet. Mit dem Zweiten Gemeindeedikt (1818) wurde Steinhof in die neu gebildete Ruralgemeinde Haag umgemeindet. Im Zuge der Gebietsreform in Bayern wurde diese am 1. Januar 1972 nach Neuendettelsau eingemeindet.

### Bodendenkmal
- Etwas nördlich davon wurde eine Siedlung vor- und frühgeschichtlicher Zeitstellung entdeckt.[17]

### Einwohnerentwicklung
| Jahr      | 001818 | 001836 | 001840 | 001861 | 001871 | 001885 | 001900 | 001925 | 001950 | 001961 | 001970 | 001987 | 002007 | 002013 |
| Einwohner | 18     | 13     | 16     | 16     | 17     | 16     | 15     | 15     | 25     | 13     | 10     | 10     | 12     | 11     |
| Häuser    | 3      | 2      | 2      |        |        | 2      | 2      | 2      | 2      | 2      |        | 2      |        |        |
| Quelle    | [ 19 ] | [ 20 ] | [ 21 ] | [ 22 ] | [ 23 ] | [ 24 ] | [ 25 ] | [ 26 ] | [ 27 ] | [ 28 ] | [ 29 ] | [ 30 ] | [ 31 ] | [ 1 ]  |

## Religion
Der Ort ist seit der Reformation evangelisch-lutherisch geprägt und nach St. Michael (Weißenbronn) gepfarrt. Die Einwohner römisch-katholischer Konfession sind nach St. Franziskus (Neuendettelsau) gepfarrt.